# 里克斯 (汝拉省)
里克斯（法語：Rix，发音：[ʁiks]）是法国汝拉省的一个市镇，位于该省东部，属于隆斯勒索涅区（Lons-le-Saunier）。该市镇总面积5.17平方公里，2009年时的人口为76人。

## 人口
里克斯人口变化图示